# Конні Планк
Конрад «Конні» Планк (нім. Konrad «Conny» Plank; 3 травня 1940, Гюченгаузен — 18 грудня 1987, Кельн) — один з найвпливовіших музичних продюсерів і звукоінженерів кінця XX століття. Власник студії «Conny Plank Studio» в Кельні.
Його діяльність значною мірою сприяла розвиткові авангардних напрямків рок- та електронної музики, і зокрема краут-року.
Планк цікавився можливостями електронних інструментів, а також обробкою і використанням звуків індустріального походження. Він був одним із перших європейських продюсерів, що широко застосував можливості багатоканального звукозапису в художніх цілях. Його роботи сильно відрізняються від зм'якшеного й зрівняного звуку, що домінує в комерційної поп- і рок-музиці того часу.
Роботи 1970-х і прийоми звукозапису Планка вплинули на безліч британських й американських новаторських музикантів і продюсерів, серед яких Девід Боуї та Брайан Іно. Планк співробітничав з такими групами й музикантами, як Дітер Мебіус, Echo & the Bunnymen, Les Rita Mitsouko, Einstürzende Neubauten, Енні Леннокс, Астор Пьяццола, The Damned, Miranda Sex Garden, Ніна Хаген, D.A.F..
В 1980-ті роки Планка запрошували як продюсера і звукоінженера гурти нового покоління, що працювали у напрямках електро-попа й нової хвилі: DEVO, Ultravox, Eurythmics. Він так само працював з поп- і рок-музикантами, такими як Scorpions, Clannad, Killing Joke.